# Малый гологлаз
Ма́лый гологла́з (лат. Ablepharus grayanus) — вид сцинковых из рода гологлазов.

## Внешний вид
Очень мелкая ящерица с длиной тела, не превышающей 3,6 см. По внешнему облику похож на азиатского гологлаза. Ушное отверстие отсутствует. На верхней стороне тела хорошо заметный металлический блеск.